# 漢学
漢学（かんがく）とは、前近代、特に江戸時代の日本における、中国伝来の漢籍・中国思想・漢詩文の研究。学問の総称。国学・洋学（蘭学）に対して用いられる。西洋由来の中国学（支那学、シノロジー）とはやや異なる。

## 歴史的経過

### 江戸時代
江戸時代中期までにおいては、外国の優れた学術は漢籍の形で中国から入ってくるのが一般的であったため、外来の学術研究は全て「漢学」と考えられてきた。ところが、ヨーロッパの書籍から直接知識を得ようとする洋学（蘭学）が出現するようになると、従来の学問（日本固有の学術及び中国伝来の学術）はこれと区別する意味で「皇漢学（こうかんがく）」と称されるようになる。ところが本居宣長など国学や神道を研究する人々は漢学（からまなび）こそ古来日本以来の精神を毒しているとこれを排する動きが強まり、「皇漢学」という呼び名も次第に廃れて国学と漢学は分離されるようになった。

#### いわゆる音韻学
漢学の重要な素養として漢詩、特に近体詩が書けることがあった。しかしながら、音韻体系が全く異なる日本語話者にとって、中国語の音韻体系を学習するのは非常に困難なものであった（いわゆる、和習（倭臭）の問題）。まず、中国語に比べ発音体系が単純な日本語では、元の中国語では異なる音と認識される漢字が同音となることが多く、音読みでは韻を踏むものの、中国語では韻を踏まないということとなるため、音読みでは同音となるものの使い分けを学ぶ必要があった。当初は、個々の漢字で反切を丸暗記する等していたが、後に便法として字音仮名遣いが工夫された。また、近体詩において、平仄は最も重要な要素であるが、その前提である声調（四声）を、一字一字について覚える必要があった。
このような学習が、明治初期まで漢学の重要な分野であった。

### 戦前
明治初期の私塾では、二松学舎や國學院などが数多く存在した。明治政府が西洋各国の学問の摂取を進めると、古い儒学系統の学問は衰えて、代わって西洋の学問研究を取り入れた「支那学」として再構築されるようになる。ところが支那学の中心となった学派が京都帝国大学であった事から、これに反発する東京帝国大学の学派や、古来日本が文明を取り入れた中国と当時の列強による半植民地状態の中国を切り離して考える国粋主義者の中には、依然として「漢学」という呼称を用いる者があった。1932年には、東京帝国大学教授の高田眞治が、明治期に存在した漢学関係の会を復興する形で「漢学会」を設立した。

### 戦後
第二次世界大戦後、「支那学」「漢学」はどちらも「中国学」と言い換えられるようになった。ただし「漢学」は戦後も稀に用いられている。なお、近代以前の漢文で書かれた中国文学を専門として研究する場合には、「漢文学」という呼称が用いられている。

## 関連文献
- 村山吉廣『漢学者はいかに生きたか』大修館書店、1999年。ISBN 9784469231588。（根本通明、中島撫山、中野逍遙、中村敬宇、桂湖村、小柳司気太、宮島大八、簡野道明の評伝）
- 『講座 近代日本と漢学』戎光祥出版、全8巻、2019年-2020年。第1巻: ISBN 978-4-86403-341-1